# Svanasjön, Jämtland
Svanasjön är en sjö i Bergs kommun i Jämtland och ingår i Indalsälvens huvudavrinningsområde. Sjön har en area på 0,337 kvadratkilometer och ligger 761,2 meter över havet. Sjön avvattnas av vattendraget Björnsjöån.

## Delavrinningsområde
Svanasjön ingår i det delavrinningsområde (699417-138535) som SMHI kallar för Utloppet av Svanasjön. Medelhöjden är 829 meter över havet och ytan är 7,14 kvadratkilometer. Räknas de 6 avrinningsområdena uppströms in blir den ackumulerade arean 49,55 kvadratkilometer. Björnsjöån som avvattnar avrinningsområdet har biflödesordning 3, vilket innebär att vattnet flödar genom totalt 3 vattendrag innan det når havet efter 334 kilometer. Avrinningsområdet består mestadels av skog (77 procent) och kalfjäll (15 procent). Avrinningsområdet har 0,41 kvadratkilometer vattenytor vilket ger det en sjöprocent på 5,7 procent.